# Fiskartorpsvägen

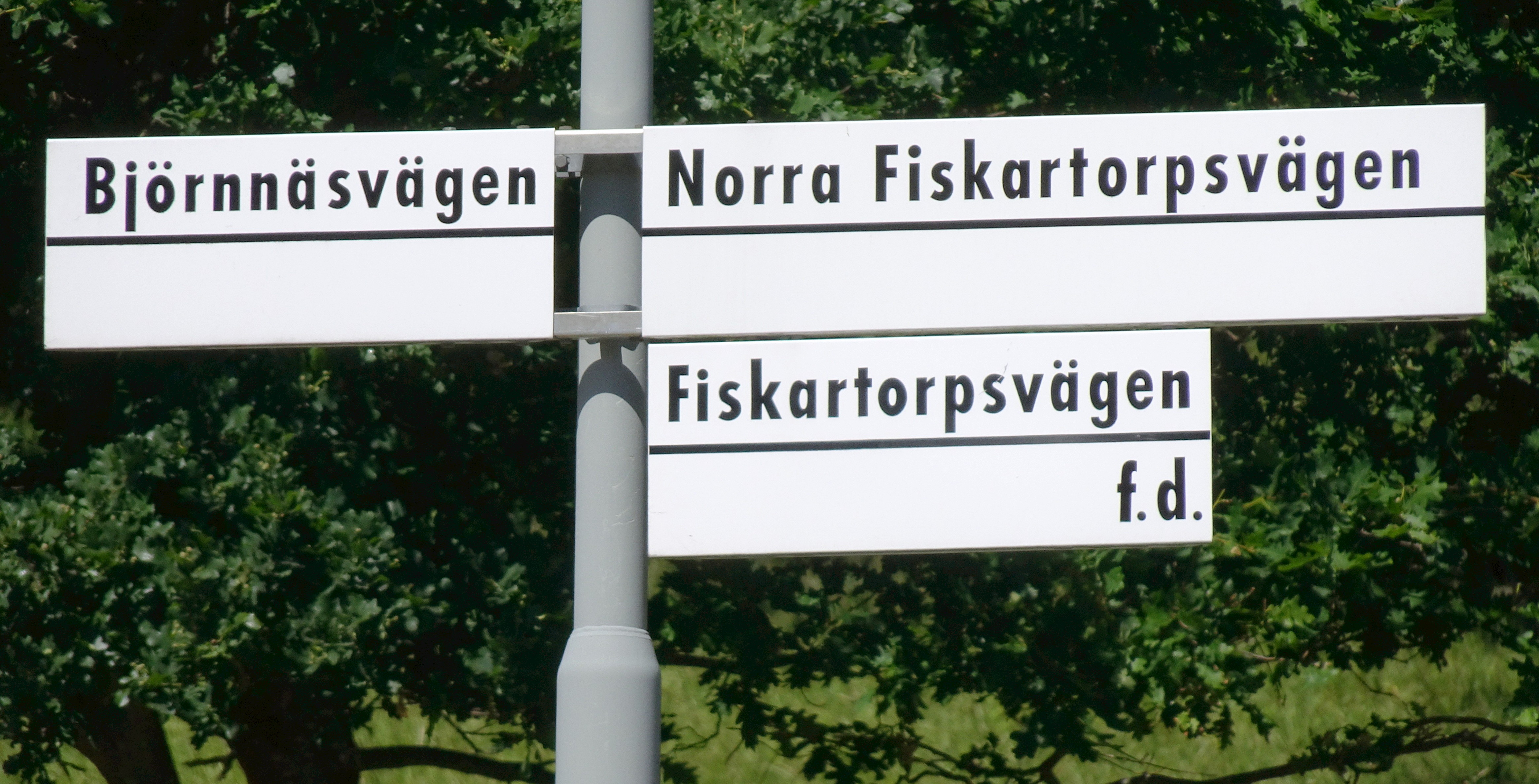
Vägskyltar, 2016.

Fiskartorpsvägen är en gata på Norra Djurgården i Stockholm. Den fick sitt namn 1954 och sträcker sig från Lidingövägen i söder till Stockholms universitet i norr. Vägen är sedan år 2015 uppdelat i Södra och Norra Fiskartorpsvägen.

## Beskrivning

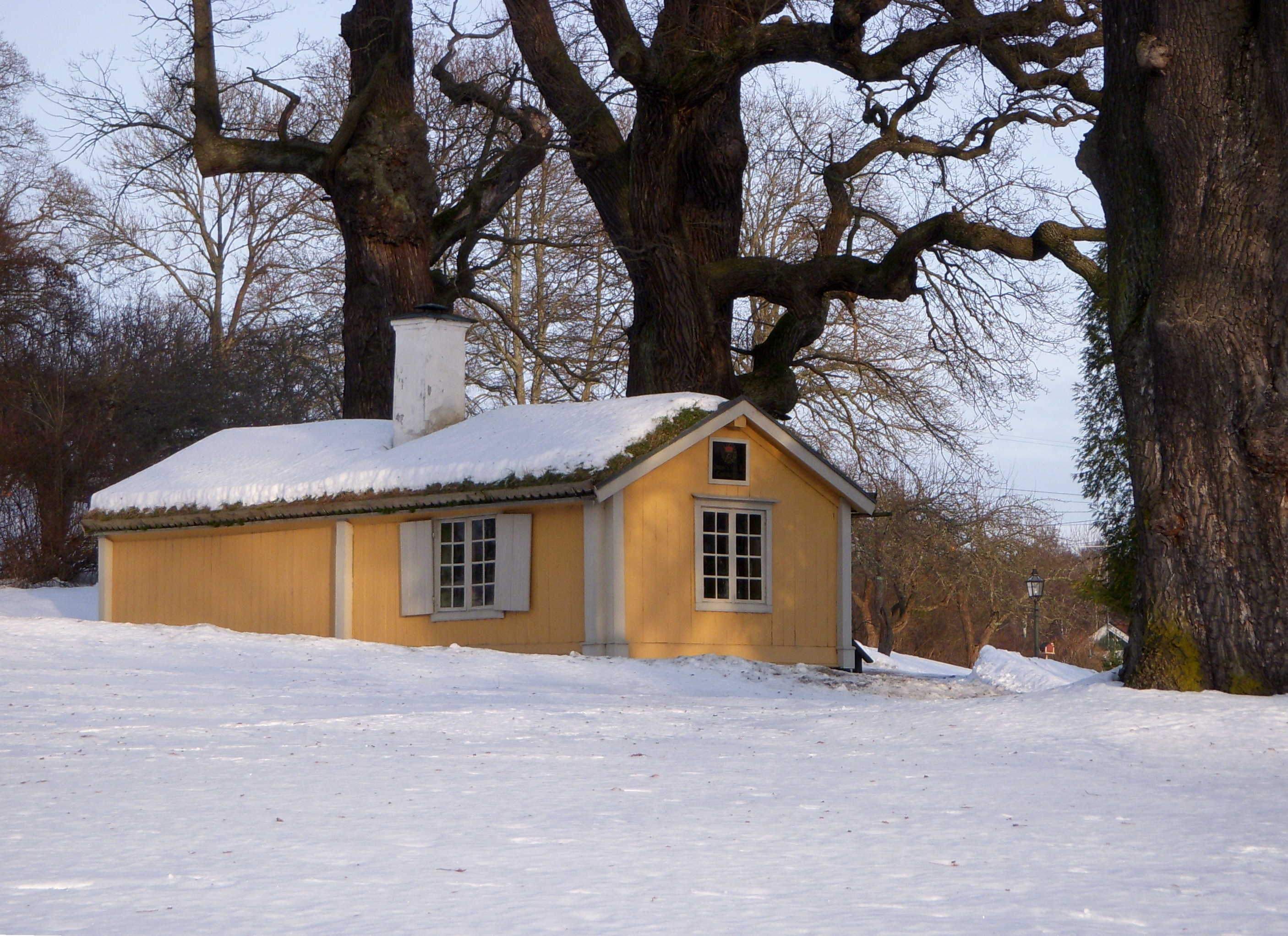
Karl XI:s fiskarstuga, 2011.

Vägen har sitt namn efter Karl XI:s fiskarstuga med sin nuvarande adress Norra Fiskartorpsvägen 100. Stugan härstammar från 1680-talet och är troligen Djurgårdens äldsta, kvarvarande byggnad. Sedan 1935 är stugan ett lagskyddat byggnadsminne. 
Södra Fiskartorpsvägen börjar vid Lidingövägen, strax norr om Stockholms stadion. Här ligger Östermalms IP som invigdes i september 1906. En känd adress är Södra Fiskartorpsvägen 15 med Allmänna BB:s byggnad från 1913, ritad av arkitekten Gustaf Wickman. Vägen går förbi bland annat Tennispaviljongen (arkitekt Gustaf Améen), Tennisstadion (arkitekt Ture Wennerholm) och Stockholms Ryttarstadion, där Stockholms fältrittklubb har sin anläggning. På Bobergsbron över Värtabanan byter vägen namn till Bobergsgatan. Ett par hundra meter bort fortsätter Norra Fiskartorpsvägen. 
Norra Fiskartorpsvägen sträcker sig förbi de tre Ingenjörsvillorna och nybyggnaderna för Norra Djurgårdsstaden, bland annat kvarteret Färnebofjärden med fasader klädda av lärkspån och ritat av Wingårdh arkitektkontor. Efter Ugglebacksbron rundar vägen området Fiskartorpet som också har sitt namn efter Karl XI:s lilla fiskarstuga. Därefter svänger Norra Fiskartorpsvägen mot väster och förbi Laduviken och området Stora Skuggan. Denna del är avstängd för allmän trafik. Vägen slutar i en gång- och cykelväg i höjd med Södra huset vid Stockholms universitet.

## Bilder

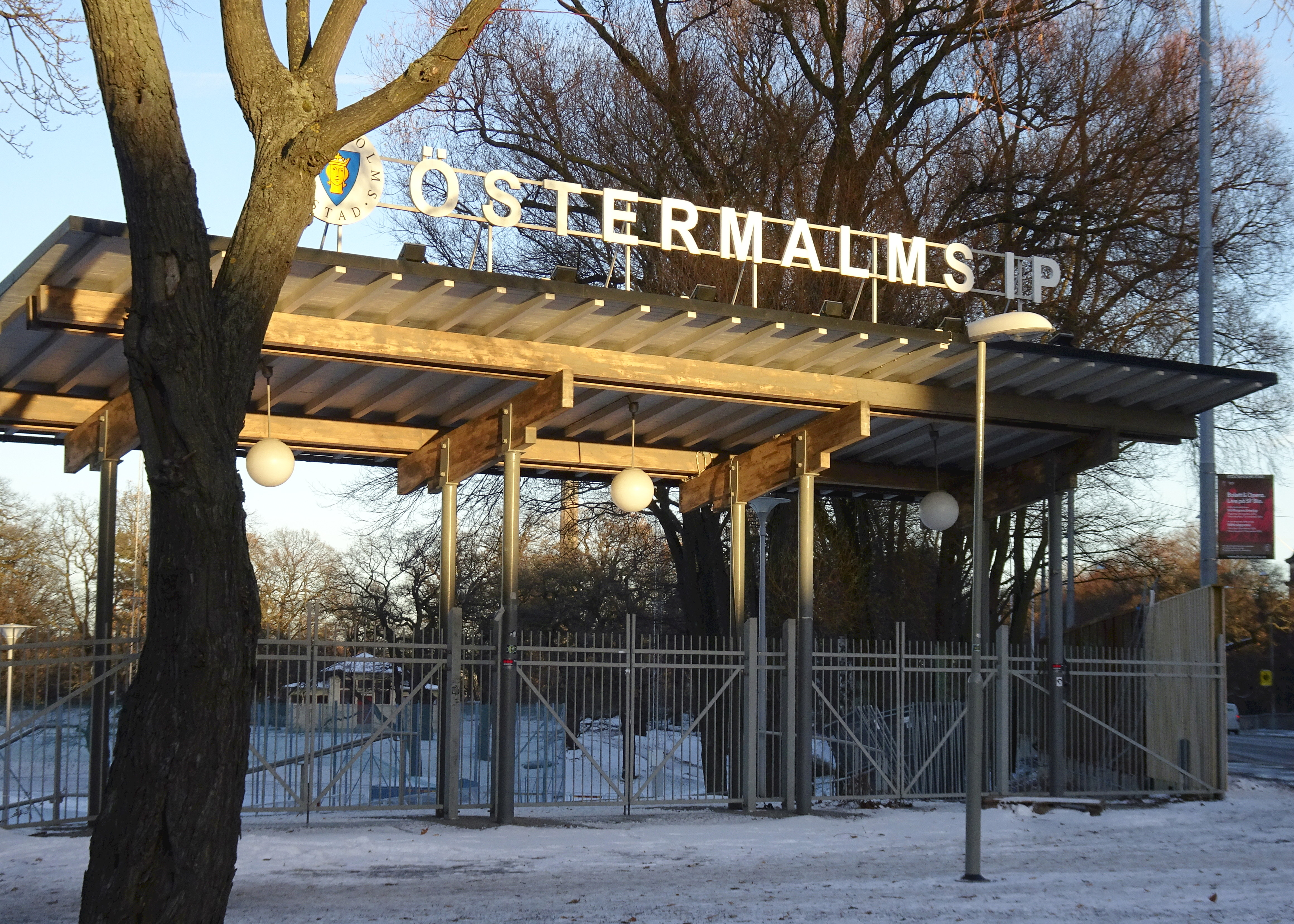
Östermalms IP vid Lidingövägen / Södra Fiskartorpsvägen
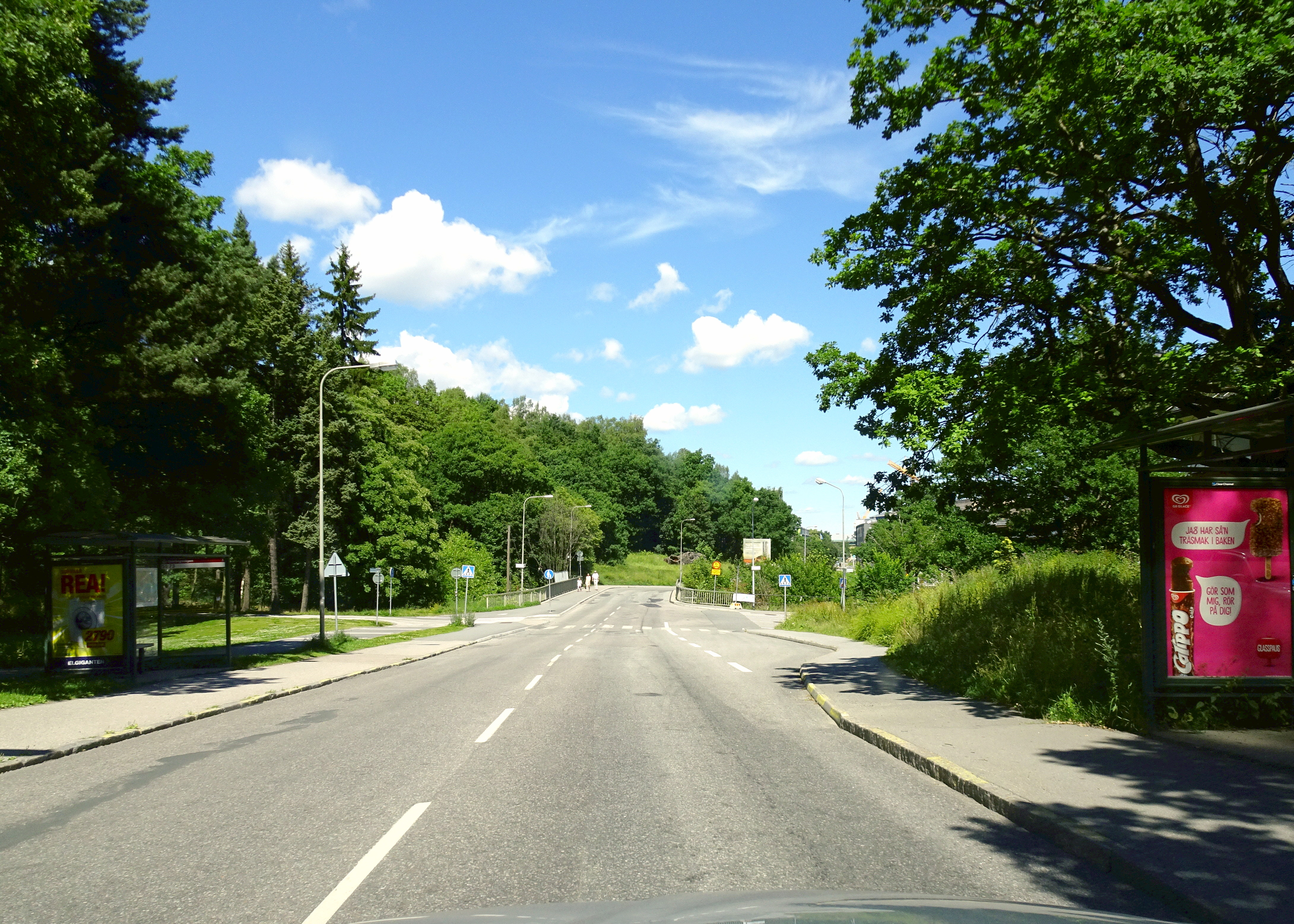
Södra Fiskartorpsvägen före bron över Värtabanan
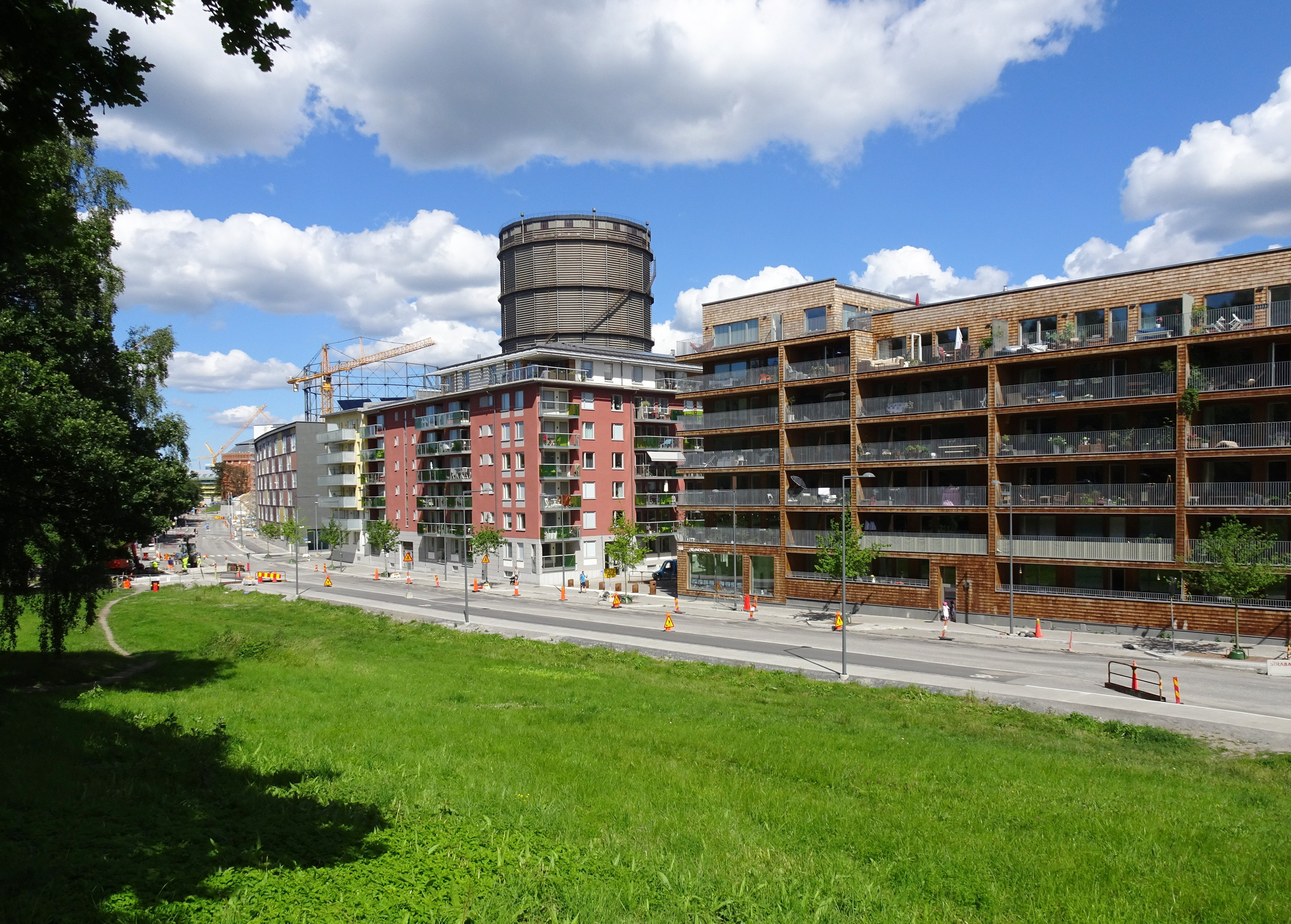
Norra Fiskartorpsvägen i höjd med Norra Djurgårdsstaden
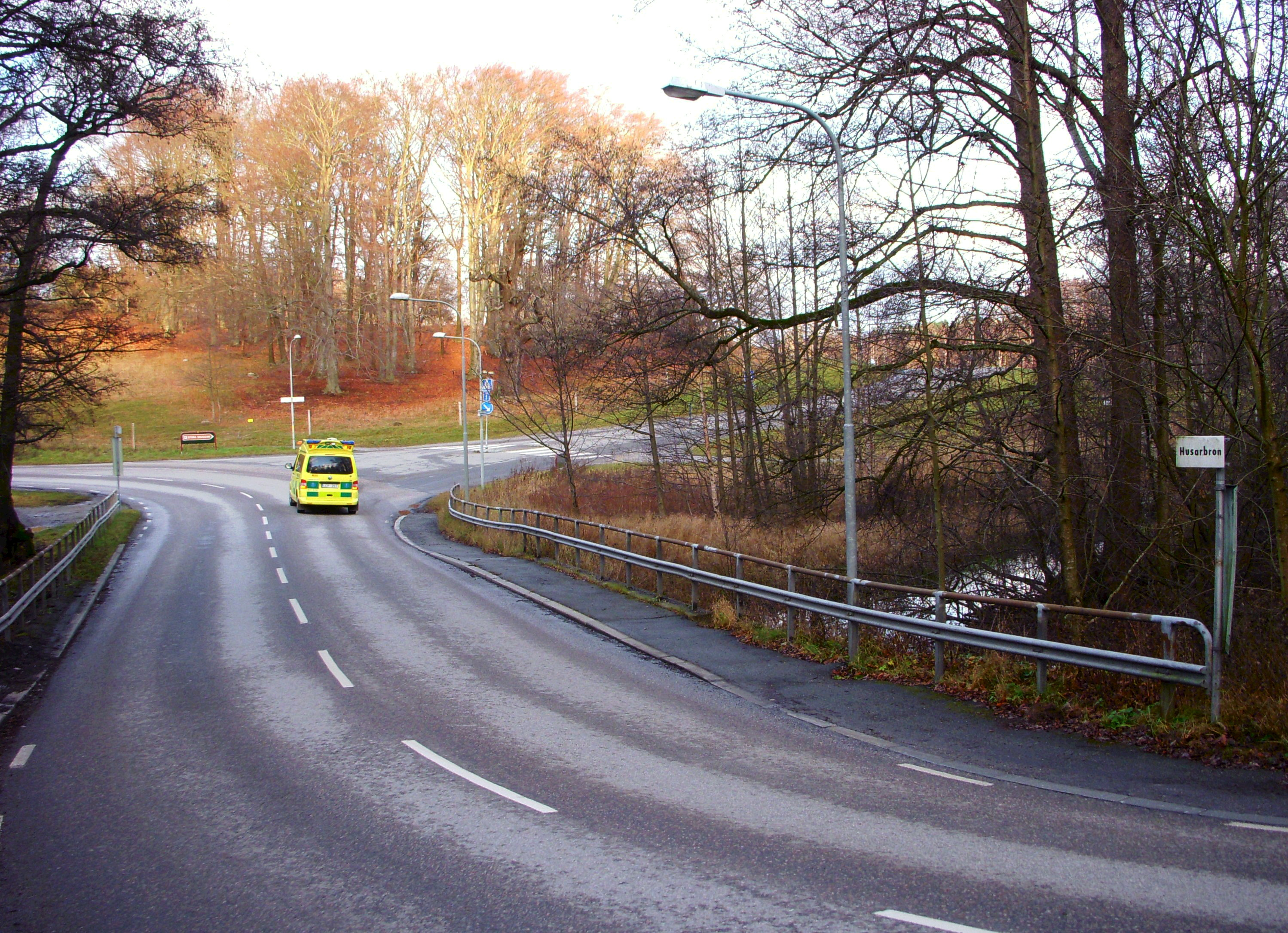
Norra Fiskartorpsvägen vid Ugglebacksbron
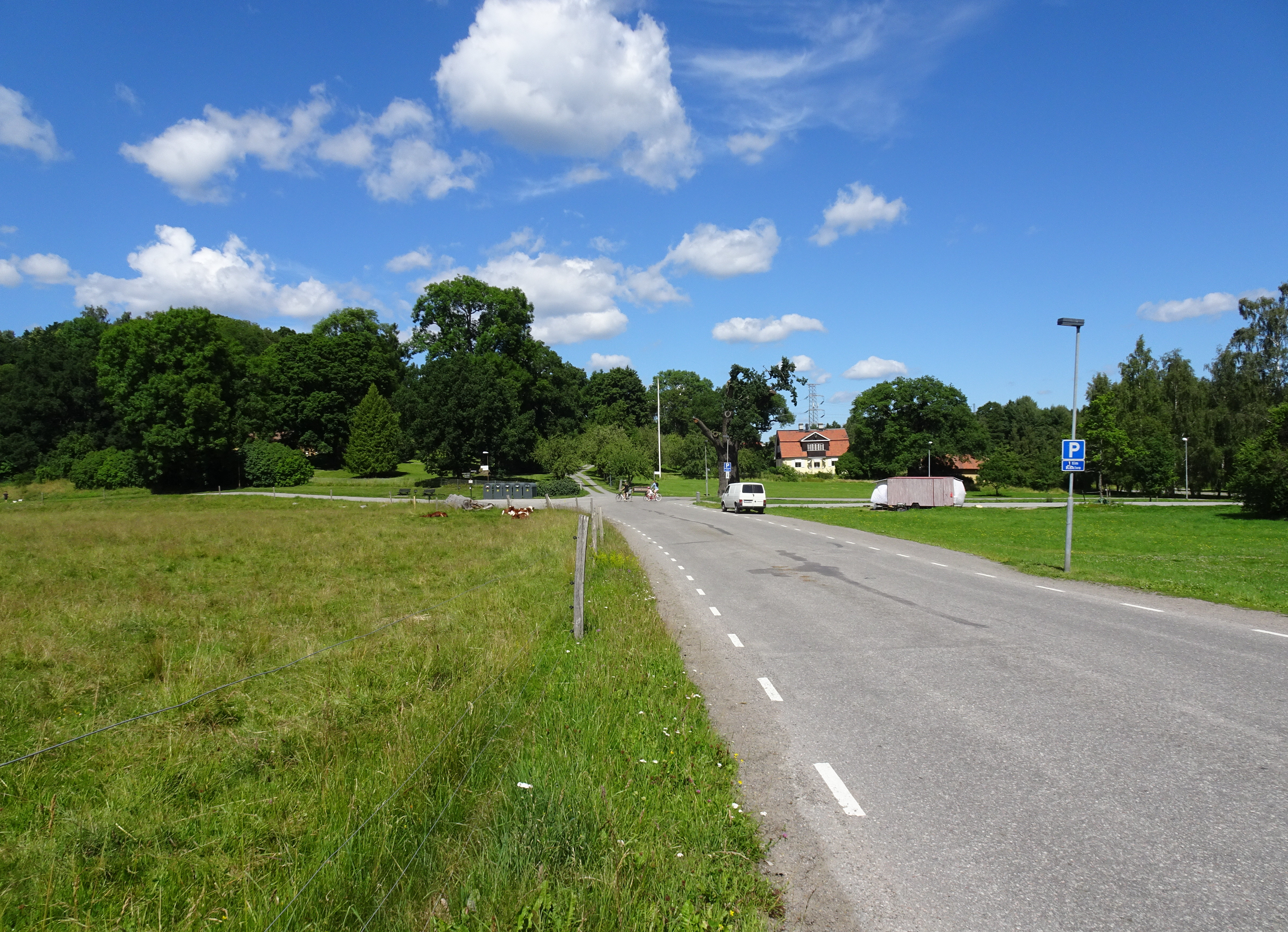
Norra Fiskartorpsvägen vid Laduviken